# 1918

## أحداث
- تأسيس مدينة كتاندوفا وتقع حاليا في البرازيل.
- 13 ديسمبر: تأسيس مدينة أورينهوس وتقع حاليا في البرازيل.
- بداية النزاع الجورجي الأوسيتي 1918-1920 في 1918 والتي انتهت في 1920.
- بداية الحرب السوفياتية الفنلندية الأولى في 1 مارس 1918 والتي انتهت في 14 أكتوبر 1920.
- بداية الحرب السوفياتية الفنلندية الأولى في 15 مايو 1918 والتي انتهت في 14 أكتوبر 1920.
- بداية اجتياح سيبيريا في 1 أغسطس 1918 والتي انتهت في 1 يوليو 1920.
- بداية الحرب الهنغارية الرومانية في 1 نوفمبر 1918 والتي انتهت في 1 مارس 1920.
- بداية الحرب البولندية الأوكرانية في 1 نوفمبر 1918 والتي انتهت في 17 يوليو 1919.
- بداية حروب الاستقلال الليتوانية في 1 ديسمبر 1918 والتي انتهت في 1 أغسطس 1919.
- بداية الحرب التركية الفرنسية في 1 ديسمبر 1918 والتي انتهت في 1 أكتوبر 1921.
- بداية الحرب الليتوانية السوفيتية في 1 ديسمبر 1918 والتي انتهت في 1 أغسطس 1919.

### يناير
- 8 يناير - الرئيس الأمريكي وودرو ويلسون يضع مبادئه الأربعة عشر للسلام.
- 12 يناير - فنلندا تسن قانون «فسيفساء المعترفين»، مانحاً اليهود الفنلنديين الحقوق المدنية.
- 18 يناير - انعقاد الجمعية التأسيسية تجتمع في روسيا.
- 19 يناير - الجمعية التأسيسية الروسية تعلن الجمهورية الروسية الاتحادية الديمقراطية، ولكن تم حلها من قبل الحكومة البلشفية في اليوم نفسه.
- 25 يناير - الشعب الأوكراني يعلن الاستقلال عن روسيا البلشفية.
- 27 يناير - اندلاع الحرب الأهلية الفنلندية.

### فبراير
- 5 فبراير - ضرب السفية إس إس توسكانيا قبالة الساحل الايرلندي، أول سفينة تحمل قوات أميركية إلى أوروبا تـُضرب وتغرق.
- 14 فبراير - روسيا تنتقل من استعمال التقويم اليولياني إلى التقويم الغريغوري، فقفزت من تاريخ 1 فبراير إلى 14 فبراير.
- 16 فبراير - مجلس لتوانيا يتبنى مرسوم استقلال لتوانيا، معلناً استقلال لتوانيا عن الإمبراطورية الروسية.
- 21 فبراير - آخر براكيت كارولينا حبيس (آخر فصيلة ببغاء أصيلة أمريكا الشمالية) مات في حديقة حيوانات سينسيناتي.
- 24 فبراير - بعد 7 قرون من الحكم الأجنبي، أعلنت استونيا استقلالها عن الإمبراطورية الروسية. كما أعلنت أرمينيا وأذربيجان وجورجيا استقلالها عن الامبراطورية الروسية ولكن باسم جمهورية القوقازية الاتحادية الديمقراطية.

### مارس
- 1 مارس - الغواصة الألمانية يو 19 تـُغرق اتش إم إس كالغاريان سفينتى قبالة جزيرة راثلين، ايرلندا الشمالية.
- 3 مارس - الحرب العالمية الأولى: توقيع ألمانيا والنمسا وروسيا البلشفية على معاهدة برست ليتوفسك لتضع نهاية لتورط روسيا في الحرب.
- 4 مارس - جندي من فستن كامب، كنساس يمرض كأول حالة مؤكدة من الإنفلونزا الإسبانية.
- 5 مارس - روسيا السوفياتية تنقل العاصمة الوطنية من بتروغراد إلى موسكو.
- 6 مارس - تأسيس القوات الجوية الفنلندية. اعتـُمد الصليب المعقوف الأزرق كرمز تحيةً للمستكشف والطيار السويدي إريك فون روزن الذي تبرع بالطائرة الأولى. وكان فون روزن قد رسم الرمز البوذي على الطائرة وهي شارة حظه الشخصية.
- 7 مارس - الحرب العالمية الأولى: فنلندا تشكل تحالفاً مع ألمانيا.
- 12 مارس - موسكو تصبح عاصمة روسيا السوفياتية.
- 19 مارس - الكونغرس الأمريكي يحدد المناطق الزمنية ويوافق على التوقيت الصيفي.
- 21 مارس - الحرب العالمية الأولى: بداية معركة السوم الثانية.
- 23 مارس
  - المدفع الألماني العملاق، المسمى مدفع باريس، يبدأ قصف باريس من بعد 114 كم.
  - في لندن، في وود غرين إمباير، مات تشونغ لينغ سو (وليام روبنسون، ساحر أمريكي المولد) خلال أداءه لحيلة له حيث يفترض ان يمسك برصاصتين منفصلتين - ولكن وإحداهما ثقبت رئته. وتوفي في صباح اليوم التالي في المستشفى.
  - أعلن الحزب الاشتراكي الثوري روسيا البيضاء مستقلة؛ وسرعان ما سحقته الجيوش البلشفية.
- 25 مارس
  - روسيا البيضاء تعلن استقلالها.
  - ألقي القبض على الدكتور كارل مك قائد أوركسترا بوسطن السمفونية، وفقا لقانون الأعداء الغرباء وسجن لمدة الحرب العالمية الأولى.
- 27 مارس - بيسارابيا تصوت لتصبح جزءاً من رومانيا.

### أبريل
- 1 أبريل - تم دمج الفيلق الملكي الطائر والقسم الجوي بالبحرية الملكية ليـُشكلا سلاح الجو الملكي.
- 5 أبريل - سالوت توبو الثالثة ترتقي عرش تونغا، والذي ستبقى عليه حتى وفاتها في عام 1965.
- 21 أبريل - مانفرد فون ريشتهوفن «البارون الاحمر»، أنجح طيار مقاتل، يلقى مصرعه في قتال بمرتفعات مورلانكور قرب نهر السوم.

### مايو
- 1 مايو - القوات الألمانية تدخل مقاطعة الدون، وأخذوا روستوف في 6 مايو.
- 2 مايو - جنرال موتورز تستحوذ على شركة شيفروليه موتور في ولاية ديلاوير.
- 11 مايو إنشاء جمهورية شمال القوقاز الجبلية رسمياًً.
- 15 مايو
  - إدارة مكاتب البريد الأمريكية (سميت لاحقا وكالة البريد الأمريكية) تبدأ أول خدمة بريد جوي المنتظمة في العالم (بين مدن نيويورك وفيلادلفيا وواشنطن العاصمة).
  - نهاية الحرب الأهلية الفنلندية.
- 16 مايو - موافقة الكونغرس الأميركي على قانون التحريض لسنة 1918.
- 20 مايو - الإعصار يضرب مدينة كودل الصغيرة بولاية كنساس للسنة الثالثة على التوالي. الغريب في الامر، ضربت الأعاصير الثلاثة في 20 مايو من أعوام 1916، 1917، و1918.
- 21 مايو - فصل قسم الطيران الجيش الأمريكي عن سلاح الإشارة، وتقسيمه إلى فرقة الطيران العسكري ومكتب إنتاج الطائرات.
- 26 مايو - إلغاء جمهورية القوقاز الديمقراطية الاتحادية. جورجيا تعلن استقلالها باسم جمهورية جورجيا الديمقراطية.
- 27 مايو - بداية معركة أيسن الثالثة.
- 28 مايو - أرمينيا وأذربيجان تعلنان استقلالهما باسمي جمهورية أرمينيا الديمقراطية وجمهورية أذربيجان الديمقراطية على التوالي.

### يونيو
- 1 يونيو - الحرب العالمية الأولى: بداية معركة غابة بيلو.
- 10 يونيو - غرق سفينة حربية نمساوية مجرية من قبل زورق إيطالي سريع.
- 12 يونيو - مقتل ميخائيل رومانوف دوق روسيا الأكبر، ليكون الأول من آل رومانوف الذي يقتل على يد البلاشفة.
- 22 يونيو - القبض على مشتبه بهم في قضية حالات تسمم بمطعم شيكاغو، وتم وضع أكثر من 100 نادل تحت الحراسة، بسبب تسميم زبائن المطعم بمسحوق مميت يـُدعى ميكي فين.

### يوليو
- 3 يوليو - انطلاق الحملة السيبيرية لإخراج الفيلق التشيكوسلوفاكي من الحرب الأهلية الروسية.
- 4 يوليو - محمد السادس (1918-1922) يخلف محمد الخامس (1909-1918) على رأس الخلافة العثمانية.
- 9 يوليو - حطام القطار العظيم: في ناشفيل، تينيسي، اصطدام قطار محلي داخل مع قطار سريع خارج، ما أسفر عن مقتل مائة وشخص واحد.
- 12 يوليو - انفجار البارجة كاواتشي التابعة للبحرية الإمبراطورية اليابانية في شونانغرب هونشو باليابان، ما أسفر عن مقتل ما لا يقل عن 621 شخصاً.
- 13 يوليو - تأسيس اللجنة الوطنية التشيكوسلوفاكية.
- 15 يوليو - الحرب العالمية الأولى - معركة المارن الثانية: تبدأ المعركة بالقرب من نهر مارن بالهجوم الألماني.
- 17 يوليو
  - بأمر من الحزب البلشفي وتنفيذ جهاز التشيكا، تم إعدام القيصر الروسي نيقولا الثاني وزوجته ألكسندرا فيودوروفنا وأبناءهم أولغا وتاتيانا وماريا وأناستاسيا وألكسي والخدم، في منزل إيباتييف في ييكاتيرينبرغ، روسيا.
  - الحرب العالمية: ضـُربت السفينة العابرة للأطلسي أر إم إس كارباثيا وغرقت قبالة الساحل الشرقي لايرلندا على يد غواصة يو 55 ألمانية، أُنقذ 218 من 223 ركاباً كانوا على متنها.[1]

### أغسطس
- أغسطس - الانفلونزا الأسبانية تصبح وباءاً، وستفتك ب30 مليون شخص في 6 أشهر التالية (تقريبا ضعف من مات أثناء الحرب).
- 1 أغسطس - القوات البريطانية المناهضة للبلشفية تحتل أرخانجيلسك، روسيا.
- 8 أغسطس - الحرب العالمية الأولى - معركة أميان: القوات الكندية والأسترالية، تبدأ سلسلة من الانتصارات المتواصلة تقريباً من خلال حملة عبر خطوط الجبهة الألمانية. أطلق الجنرال الألماني إريك لودندورف عليها لاحقاً اسم «يوم الجيش الألماني الأسود».
- 10 أغسطس - الثورة الروسية: أمر قائد القوات البريطانية في أرخانجيلسك بأن يقوم بمساعدة الروس البيض.
- 30 أغسطس
  - إضراب 20000 من رجال شرطة لندن لزيادة الأجور والاعتراف بالنقابة.
  - الثورة الروسية: فانيا كابلان تطلق النار على فلاديمير لينين، ولكنه ينجو. واغتيال مويسي أوريتسكي رئيس التشيكا في بتروغراد، في اليوم نفسه.

### سبتمبر
- سبتمبر - الجيوش البريطانية تتوغل في سوريا.
- 29 سبتمبر - بلغاريا تطلب الهدنة في الحرب العالمية الأولى.

### أكتوبر
- أكتوبر - تأسيس عصبة اتحاد الأمم (LNU) بـ المملكة المتحدة بهدف تعزيز العدالة الدولية والأمن الجماعي والسلام الدائم بين الأمم استنادًا إلى مبادئ عصبة الأمم.
- 3 أكتوبر - القيصر فيلهلم الثاني يعين ماكس أمير بادن مستشاراً لألمانيا.
- 3 أكتوبر - فرديناند الأول ملك بلغاريا يتنحى في أعقاب الانهيار العسكري البلغاري في الحرب العالمية الأولى. يخلفه ابنه بوريس الثالث.
- 4 أكتوبر - فيلهلم الثاني يشكل حكومة جديدة أكثر ليبرالية للالتماس السلام.
- 8 أكتوبر - الحرب العالمية الأولى: في غابة أرغون في فرنسا، العريف ألفين يورك يقتل بمفرده تقريباً 25 جندياً ألمانيا ويأسر 132.
- 11 أكتوبر - زلزال بورتوريكو، مدينة ماياغيس والبلدات المجاورة دمرت تقريباً بالزلزال البالغة قوته 7.5 والتسونامي.
- 12 أكتوبر - حريق كلوكيه، دمر مدينة كلوكيه، مينيسوتا والمناطق القريبة منها، ما أسفر عن مقتل 453 شخصاً.
- 15 أكتوبر - الحركة الجهادية التي تزعمها مبارك التوزونيني وبلقاسم النكادي تنتصر على الفرنسيين في معركة البطحاء.
- 18 أكتوبر - إعلان واشنطن يعلن قيام الجمهورية التشيكوسلوفاكية المستقلة.
- 25 أكتوبر - غرق السفينة البخارية إس إس برينسس صوفيا في ريف فاندربيلت قرب جونو، ألاسكا، لقي 353 شخصاً مصرعهم في أكبر كارثة بحرية تشهدها منطقة شمال غرب المحيط الهادئ.
- 28 أكتوبر
  - تشيكوسلوفاكيا تعلن استقلالها عن الإمبراطورية النمساوية المجرية.
  - إعلان حكومة بولندية جديدة في غرب غاليسيا (أوروبا الوسطى).
- 29 أكتوبر - تمرد الأسطول الألماني الأعلى في فيلهيلمسهافن.
- 30 أكتوبر
  - إصدار إعلان مارتن، ليشمل سلوفاكيا في تشكيل الدولة التشيكوسلوفاكية.
  - المملكة المتوكلية اليمنية تحصل على استقلالها من الدولة العثمانية بموجب هدنة مودروس.
- 31 أكتوبر - حكومة مملكة المجر تـُنهي الاتحاد الشخصي مع النمسا، لتحل الإمبراطورية النمساوية المجرية رسمياً.

### نوفمبر
- نوفمبر - أسطول الحلفاء يدخل القسطنطينية.
- 1 نوفمبر
  - حادث تصام شارع مالبون: أسوأ حادث مترو في تاريخ العالم وقع في تقاطع شارعي مالبون وفلاتبوش، في بروكلين بمدينة نيويورك، بما لا يقل عن 93 قتيلا.
  - روتينيا في شرق تشيكوسلوفاكيا تعلن استقلالا لم يعمر.
- 3 نوفمبر
  - الحرب العالمية الأولى: دخول الإمبراطورية النمساوية المجرية في هدنة مع قوات الحلفاء.
  - بولندا تعلن استقلالها عن روسيا.
  - الثورة الألمانية: بدء بحارة الأسطول الألماني المتمردون في كيل والجنود والعمال في أنحاء شمال ألمانيا بإنشاء مجالس ثورية على النموذج السوفياتي الروسي.
- 4 نوفمبر - الحرب العالمية الأولى: الإمبراطورية النمساوية المجرية تستسلم لإيطاليا.
- 6 نوفمبر - إعلان حكومة بولندية جديدة في لوبلين.
- 7 نوفمبر - فرار لودفيش الثالث ملك بافاريا يفر من بلده.
- 8 نوفمبر - الجيش الألماني يسحب دعمه للإمبراطور.
- 9 نوفمبر
  - القيصر فيلهلم الثاني يتخلى عن العرش ويختار أن يعيش في المنفى في هولندا.
  - رئيس المجلس الوطني المؤقت الوزير كورت أيسنر يعلن بافاريا جمهورية.
  - غرق البارجة البريطانية HMS بريتانيا بواسطة الغواصات الألمانية U - 50 قبالة الطرف الأغر مع فقدان حوالي خمسين حياة، وكان آخر اشتباك بحري رئيسي في الحرب العالمية الأولى.
- 11 نوفمبر
  - انتهاء الحرب العالمية الأولى: ألمانيا توقع اتفاق هدنة مع الحلفاء بين 5:12 5:20 صباحاً في عربة السكك الحديدية الخاصة بالمارشال فرديناند فوش بغابة كومبيين في فرنسا. أصبحت رسمية في ساعة الحادية عشرة من اليوم الحادي عشر من الشهر الحادي عشر.[2]
  - بولندا تستعيد استقلالها بعد 123 سنة من تقاسمها بين الدول. تم تعيين يوزف بيوسوتسكي رئيساً للأركان.
  - الإمبراطور كارل الأول إميراطور النمسا يتخلى عن سلطته المطلقة ولكنه لا يتنازل عن العرش.
- 12 نوفمبر - النمسا تصبح جمهورية.
- 14 نوفمبر
  - تشيكوسلوفاكيا تصبح جمهورية.
  - تعيين يوزف بيوسوتسكي رأساً لدولة بولندا.
- 16 نوفمبر
  - المجر تعلن استقلالها عن النمسا.
  - إعلان جمهورية المجر الديمقراطية.
  - إعلان الجمهورية الطرابلسية أول جمهورية عربية بمؤتمر مسلاتة.
- 18 نوفمبر - لاتفيا تعلن استقلالها عن روسيا.
- 22 نوفمبر
  - رابطة سبارتاكوس تؤسس الحزب الشيوعي الألماني.
  - العائلة المالكة البلجيكية تعود إلى بروكسل بعد الحرب.
- 26 نوفمبر - وتصوت الجمعية بودغوريتشا عن «اتحاد الشعب»، معلنا اتحادها مع مملكة صربيا.
- 28 نوفمبر - حرب الاستقلال الإستونية: بدأ غزو روسيا البلشفية لاستونيا الحرب. تم تأسيس جمهورية اشتراكية في نارفا في اليوم التالي.
- 30 نوفمبر - إرنست أنسرمت يقيم أول حفلة بأوركسترا سويسرا الروماندية.

### ديسمبر
- 1 ديسمبر
  - ايسلندا يستعيد استقلالها، ولكن يبقى في اتحاد شخصي مع ملك الدانمرك، والذي أصبح أيضاً ملك أيسلندا حتى عام 1944.
  - قوانين التصويت الجديدة في السويد يجعل الأصوات لم تعد تعتمد على الأصول الخاضعة للضريبة، ولكل منهم صوت واحد البالغين.
  - اتحاد ألبا يوليا يعلن: بعد ضم بيسارابيا وبوكوفينا في 27 مارس، توحد ترانسيلفانيا مع رومانيا.
  - إعلان مملكة الكروات والصرب والسلوفينيين (التي صارت لاحقاً مملكة يوغوسلافيا).
- 4 ديسمبر - الرئيس وودرو ويلسون التي تغادر السفينة إلى مؤتمر السلام في باريس، ليصبح أول رئيس أمريكي يسافر إلى أي بلد أجنبي أثناء فترة حكمه.
- 5 ديسمبر - الطراد الخفيف البريطاني اتش إم إس كاساندرا يصيب لغماً ويغرق في خليج فنلندا، بينما كان يساعد استونيا ضد البلاشفة، فقتل أحد عشر بحارا.
- 20 ديسمبر - توماج غاريغوي ماساريك يعود إلى الجمهورية التشيكوسلوفاكية.
- 27 ديسمبر - انتفاضة بولندا الكبرى: انتفاض بولنديون في بولندا الكبرى (أو دوقية بوزنان الكبرى) ضد الألمان.
- 28 ديسمبر - كونستانس ماركيفيتش، بينما كانت محتجزة في سجن هولوي، أصبحت أول امرأة تنتخب نائباً في مجلس العموم البريطاني. لم تأخذ مقعدها، إلى جانب أعضاء آخرين من حزب الشين فين في التيتشتا دالا.
- 31 ديسمبر - توسط بريطاني لوقف إطلاق النار ينهي أسابيع من القتال بين الأرمن والجورجيين.

## مواليد

### يناير
- 15 يناير -
  - تمام حسان، نحوي ولغوي مصري.
  - جمال عبد الناصر، ثاني رئيس لمصر.

### فبراير
- 8 فبراير - ولادة حسين الشافعي، نائب رئيس جمهورية مصر العربية.
- 17 فبراير- ليلى مراد، ممثلة ومغنية مصرية.

### إبريل
- 20 أبريل - شوكت شامزر علي، سياسي بنغالي.

### مايو
- 11 مايو - ريتشارد فاينمان عالم فيزياء أمريكي.

### أغسطس
- 15 أغسطس - محمد فوزى موسيقي مصري.

### نوفمبر
- 8 نوفمبر - أحمد عاشور أكس، كاتب صحفى ليبي.
- 9 نوفمبر - تشو مينغ تشن، إحاثي صيني.

### ديسمبر
- 25 ديسمبر -محمد أنور السادات، ثالث رئيس لمصر.
- الأمير منصور بن عبد العزيز آل سعود.
- زايد بن سلطان آل نهيان في مدينة أبوظبي.
- أحمد معروف عبد الرزاق، أديب وكاتب ومؤلف عراقي.
- يوهانس ثيل، الكيميائي الألماني.
- زهور حسين (مغنية) عراقية.

## وفيات
- 10 فبراير السلطان العثماني عبد الحميد الثاني.
- 3 يوليو السلطان العثماني محمد الخامس العثماني.
- 14 يونيو - إدوارد آربر، إحاثي إنجليزي.
- واشنطن غلادن، رائد الحركة الأجتماعية.
- جرجي الكندرجي
- جوزيف فون كاراباسك
- ميخائيل شاروبيم

## نال جائزة نوبل
- في الفيزياء – الألماني ماكس بلانك.
- في الكيمياء – الألماني فريتز هابر.
- في الطب – غير موجود.
- في الأدب – غير موجود.
- في السلام – غير موجود.